# Papaipema ochroptena
Papaipema ochroptena är en fjärilsart som beskrevs av Dyar 1908. Papaipema ochroptena ingår i släktet Papaipema och familjen nattflyn. Inga underarter finns listade i Catalogue of Life.